# Yên Khánh (xã)
	Yên Khánh		là một xã thuộc tỉnh Ninh Bình, Việt Nam. Trụ sở xã nằm cách phường Hoa Lư - trung tâm tỉnh lỵ Ninh Bình 12 km về phía Đông Nam.
Theo Nghị quyết số 1674/NQ-UBTVQH15 ngày 16/6/2025 về sắp xếp các đơn vị hành chính cấp xã của tỉnh Ninh Bình năm 2025, 	sắp xếp thị trấn Yên Ninh và các xã Khánh Cư, Khánh Vân, Khánh Hải thành xã mới có tên gọi là xã Yên Khánh.	
Xã Yên Khánh	có diện tích:	29,88	km², 	dân số:	40.134	người, mật độ dân số: 	1343	người/km². 	
Đây là đơn vị có diện tích xếp thứ:	45	, số dân xếp thứ: 	22	và mật độ dân số xếp thứ: 	45	trong số 129 xã, phường ở Ninh Bình.  
Xã này nằm trên Quốc lộ 10 và cũng là nơi có sông Đáy, sông Vạc chảy qua.
1. ↑  Nghị quyết của Quốc hội về sắp xếp các đơn vị hành chính cấp xã của tỉnh Ninh Bình năm 2025